# Penzance (stacja kolejowa)
Penzance – stacja kolejowa w miejscowości Penzance w hrabstwie Kornwalia. Stacja leży na linii kolejowej Cornish Main Line. Najbardziej na południe i na zachód wysunięta stacja kolejowa kraju, zwana często 'ostatnią stacją Anglii". Stąd rozpoczyna się najdłuższa linia kolejowa Wielkiej Brytanii - Penzance - Dundee (czas przejazdu 11 h 55 min.).
Dworzec posiada specyficzne rozwiązanie architektoniczne - otaczają go perony odkryte (częściowo pierwszy i czwarty), używane do ruchu dalekobieżnego, podczas gdy perony drugi i trzeci znajdują się w hali dworca i obsługują ruch lokalny.

## Ruch pasażerski
Stacja obsługuje ok. 515 600 pasażerów rocznie (dane za okres od kwietnia 2021 do marca 2022). Najważniejsze ośrodki bezpośrednio obsługiwane przez stację to: Birmingham, Bristol, Exeter, Glasgow, Leeds, Londyn, Plymouth, Swindon.